# Лебедевка (Курская область)
Лебедевка — село в Суджанском районе Курской области России. Входит в состав сельского поселения «Свердликовский сельсовет».

## История
Село основано украинскими переселенцами в первой половине XVII века
В 1964 г. Георгий Арсенов написал книгу об истории села Лебедевка, село колхозное.
До 2010 года — административный центр Лебедевского сельсовета. После его упразднения, согласно Закону Курской области от 26 апреля 2010 года № 26-ЗКО включён в состав Свердликовского сельсовета.

## География
Село находится на реке Локня (приток Суджи), в 4,5 км от российско-украинской границы, в 88 км к юго-западу от Курска, в 10 км к северо-западу от районного центра — города Суджа, в 4,5 км от центра сельсовета — Свердликово.
Улицы
В селе улицы: Дьяковка, Загребелье, Калиновщина, Молатовка, Пущаивка, Церковщина.
Климат
Лебедевка, как и весь район, расположена в поясе умеренно континентального климата с тёплым летом и относительно тёплой зимой (Dfb в классификации Кёппена).
| Показатель                                                                   | Янв. | Фев. | Март | Апр. | Май  | Июнь | Июль | Авг. | Сен. | Окт. | Нояб. | Дек. | Год  |
| ---------------------------------------------------------------------------- | ---- | ---- | ---- | ---- | ---- | ---- | ---- | ---- | ---- | ---- | ----- | ---- | ---- |
| Средний суточный максимум, °C                                                | −3,5 | −2,4 | 3,7  | 13,5 | 19,8 | 23   | 25,5 | 24,9 | 18,6 | 11   | 3,9   | −0,7 | 11,4 |
| Средняя температура, °C                                                      | −5,6 | −5   | −0,1 | 8,7  | 15,1 | 18,7 | 21,1 | 20,3 | 14,3 | 7,6  | 1,6   | −2,7 | 7,8  |
| Средний суточный минимум, °C                                                 | −8,1 | −8,2 | −4,2 | 3,1  | 9,4  | 13,3 | 16   | 15,1 | 10   | 4,2  | −0,6  | −4,9 | 3,8  |
| Норма осадков, мм                                                            | 50   | 43   | 48   | 49   | 62   | 68   | 73   | 51   | 55   | 55   | 46    | 48   | 648  |
| Источник: Погода по месяцам c ru.climate-data.org(дата обращения: Июль 2021) |      |      |      |      |      |      |      |      |      |      |       |      |      |

## Население
| 2002 | 2010 |
| ---- | ---- |
| 404  | ↘327 |

## Инфраструктура
Личное подсобное хозяйство. В селе 222 дома.

## Транспорт
Лебедевка находится в 2 км от автодороги регионального значения 38К-030 (Рыльск — Коренево — Суджа), в 5,5 км от автодороги 38К-024 (Льгов — Суджа), в 4 км от автодороги межмуниципального значения 38Н-568 (38К-030 — Дарьино), в 10 км от автодороги 38Н-743 (Дарьино — Николаево-Дарьино), на автодороге 38Н-565 (38К-030 — Лебедевка), в 9,5 км от ближайшей ж/д станции Локинская (линия Льгов I — Подкосылев).
В 120 км от аэропорта имени В. Г. Шухова (недалеко от Белгорода).